# Пандекты Антиоха (рукопись)
Пандекты Антиоха — древнерусская пергаменная рукопись XI века из Воскресенского собрания Государственного исторического музея (шифр: Воскр. 30 перг.). Содержит текст древнеболгарского перевода компилятивного назидательного сочинения палестинского монаха VII века Антиоха Черноризца (греч. Πανδέκτης τῆς ‛αγίας γραφῆς). Рукопись была обнаружена К. Ф. Калайдовичем в библиотеке Воскресенского Ново-Иерусалимского монастыря в 1822 году и в 1907 году была передана в Синодальную библиотеку.

## Палеографическое описание
Рукопись содержит 310 листов, написана уставом нескольких почерков в два столбца. В рукописи недостаёт многих листов в середине, многие листы залиты водой и олифой.
Современный переплёт рукописи — картон в мягкой коже — выполнен в XIX веке. Инициалы и плетеная заставка на листе 1 выполнены в старовизантийском стиле, киноварью (в некоторых инициалах вместо киновари использована малиновая краска).
По мнению П. М. Копко, палеографические особенности почерков отражают единую писцовую школу, для которой характерны сжатый характер письма, употребление однотипных буквенных лигатур и выносных букв, а также частое отсутствие йотированных букв ꙗ и ѥ.

## Исследования и издания
После К. Ф. Калайдовича рукопись подробно исследовал архимандрит Амфилохий (Сергиевский-Казанцев), описавший палеографические особенности списка и текстологию перевода с публикацией отдельных глав славянского перевода с параллельным греческим текстом. Первое издание рукописи осуществил в 1913 году О. М. Бодянский; позже полный текст рукописи был также издан Й. Поповским.
Подробное описание орфографических и фонетических особенностей писцов рукописи подготовил П. М. Копко.

## Другие древнерусские списки славянского перевода сочинения
Сочинение Антиоха пользовалось на Руси большой популярностью. Значительная часть его древнего перевода находится в древнерусском Троицком сборнике конца XII века из собрания Троице-Сергиевой лавры, № 12; исследование Й. Поповского показало, что текст в этом сборнике переписан непосредственно с рукописи XI века — таким образом, эти две рукописи составляют древнейшую в славянской письменности сохранившуюся до наших дней пару антиграф — апограф.
Многие нравоучительные высказывания Антиоха были включены в состав славянского Пролога. Глава сочинения, посвящённая пьянству, оказала влияние на древнерусские сочинения об этом пороке.